# František Nosek (poslanec Moravského zemského sněmu)
František Nosek (29. září 1840 Pohořelice – 6. června 1924 Šakvice) byl rakouský politik české národnosti z Moravy; poslanec Moravského zemského sněmu.

## Biografie
Narodil se v Pohořelicích rodičům Franzi a Rosalii Noskovým. Vystudoval vyšší gymnázium v Mikulově. V období let 1863–1864 studoval na zemědělské škole v Libverdě u Děčína. Od roku 1862 působil na praxi na arcivévodském statku v Židlochovicích. Od roku 1865 působil po tři roky coby pomocný hospodářský úředník v Čechách. Potom byl statkářem v Šakvicích. Zastával funkci předsedy konstitučního shromáždění zemědělského spolku pro okresy Hustopeče a Klobouky. Usedlost v Šakvicích koupil v roce 1876. Po dobu deseti let byl starostou obce a po dvacet let předsedou Okresního silničního výboru v Hustopečích. Zabýval se regionální historiografií. Publikoval řadu spisů o minulosti obcí na jižní Moravě. Psal též obecní kroniku.
Zapojil se i do vysoké politiky. V zemských volbách 1884 se stal poslancem Moravského zemského sněmu, za kurii venkovských obcí, český obvod Hustopeče, Břeclav. Získal 38 hlasů ze 74 odevzdaných. Poslanecký slib složil 10. července 1884 a následujícího dne byl zvolen do komunikačního výboru. Proti jeho volbě byl dodatečně podán protest, protože na okresním hejtmanství, do kterých spadal tento volební obvod panovaly neshody ohledně počtu volitelů. Moravský zemský výbor potom navrhl postoupit volební listiny verifikačnímu odboru, který 22. července 1884 Noskovu volbu anuloval. 25. září 1884 byl znovu zvolen za týž obvod. 25. listopadu 1885 sněm volbu ověřil a téhož dne Nosek složil poslanecký slib. Mandát zde obhájil v řádných zemských volbách 1890. Na sněmu byl v listopadu 1885, září 1888 a říjnu 1889 zvolen za člena komunikačního odboru. V této funkci byl několikrát zpravodajem. V tomto odboru zasedal i po volbách roku 1890 (zvolen do něj byl v říjnu 1890, březnu 1892, prosinci 1893 a prosinci 1895). V prosinci 1894 byl zvolen i do odboru pro honební zákon. 28. října 1890 ho sněm zvolil též třetím náhradníkem do správní rady hypoteční banky. V září 1892 byl zvolen za člena ústředního výboru hospodářské společnosti. V zemských volbách 1896 neúspěšně kandidoval, ale poslancem se stal Václav Lebloch. O zvolení se snažil i v zemských volbách 1902, kdy ho ovšem porazil Jakub Kobzík. Nosek proti volbě tehdy podal protest, ale výsledek byl uznán.
V roce 1884 byl do voleb navržen Selským spolkem, který podporoval české státní právo, ovšem kritizoval přílišnou provládní tendenci Moravské národní strany (staročeské) a zastával tezi, že zájmy venkovského lidu mají na sněmu hájit především sami rolníci. Podobně se na sněm kromě Noska dostali i Josef Pavlica a František Srbecký. Do voleb roku 1890 už Nosek nastupoval jako kandidát ústředního volebního výboru Moravské národní strany. Pro volby roku 1896 byl společným kandidátem českého volebního výboru, ve volbách roku 1902 je uváděn jako kandidát Moravské národní strany (staročeské).
Zemřel v červnu 1924 v Šakvicích. Bylo mu 84 let. Příčinou úmrtí bylo kornatění cév.